# Marine Corps Base Camp Gilbert H. Johnson

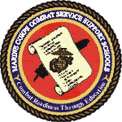
Wappen der MCCSSS

Marine Corps Base Camp Gilbert H. Johnson (MCB Camp Johnson) ist eine Basis des US Marine Corps (USMC) und gehört zur Marine Corps Base Camp Lejeune in der Nähe der Stadt Jacksonville, North Carolina, an der Ostküste der Vereinigten Staaten. Sie beheimatet die Marine Corps Combat Service Support Schools (MCCSSS). Dort werden überwiegend nicht-militärische Fähigkeiten unterrichtet, die im weitesten Sinne zur Verwaltung und Versorgung der Truppen notwendig sind, beispielsweise Personalverwaltung, Logistik, Finanzplanung und Budgetierung, aber auch technische Fächer wie Automechanik. 
Die Basis Camp Johnson ist in dem historischen Schulungszentrum Montford Point angesiedelt, in dem die ersten afroamerikanischen Rekruten des USMC, die sogenannten „Montford Point Marines“ trainiert wurden. Die Basis wurde nach Gilbert H. Johnson benannt, einem der ersten afroamerikanischen Soldaten und Ausbilder in den Reihen des USMC. Gegenüber dem Camp liegt der North Carolina Veterans Cemetery, der Soldaten- und Veteranenfriedhof des US-Bundesstaates.
MCB Camp Johnson gehört, ebenso wie das Marine Corps Base Camp Roy S. Geiger und die Marine Corps Air Station New River zum Gesamtkomplex des Marine Corps Base Camp Lejeune.